# Fanciclovir
Fanciclovir é uma pró-droga antiviral, utilizada para tratamento de herpes tipos I e II, e aos vírus de varicela-zoster e Epstein-Barr. Após metabolização é transformado em penciclovir.